# 경신환국
경신환국(庚申換局)은 1680년(숙종 6년) 3월부터 4월 사이 조선 조정에서 남인 일파가 정치적으로 대거 실각당한 일이다. 당시 재상 허적이 조부 허잠의 시호를 받는 기념식 할 때, 궁궐의 허락을 받지 않고 유악(천막)을 빌린 일에서 시작했다. 경신사화(庚申士禍), 경신출척(庚申黜陟)이라고도 한다.

## 개요
1674년(현종 15년)의 복상 문제에서 승리하여 정권을 잡은 남인은 전횡이 심하였고, 숙종으로부터도 그다지 신임을 받지 못하고 있었다. 또한 당시의 영의정 허적의 유악(油幄, 비가 새지 않도록 기름을 칠한 천막) 사건은 왕으로 하여금 더욱 남인을 꺼리게 하였다. 유악 사건이란, 허적의 조부 허잠의 시호를 맞이하는 잔치를 연 날에 숙종의 허락도 없이 왕실의 천막인 유악을 빌려가자, 숙종이 분노하여 군권을 남인에서 서인으로 대거 교체한 것이다.(허견의 옥사)
허적의 천막 유용과 허견의 옥사로 분노한 숙종은 정권을 교체해버린다. 영의정이던 허적, 좌의정이던 민희, 우의정이던 오시수가 모두 파직되었고 이조판서이던 이원정, 호조판서이던 목내선, 예조판서이던 오정창도 모두 파직되었고 병조판서 김석주는 경신환국을 기획한 서인이라 유임되었으며 형조판서이던 김덕원, 공조판서이던 유혁연도 모두 파직되었다.
이때 서인 중 김석주 등은 허적의 서자인 허견 등이 역모한다고 고발하여 옥사(獄事)가 일어나는데, 이를 '삼복의 변'이라 한다. 이리하여 종실인 복창군 3형제와 허견은 물론, 허적과 윤휴도 살해되었고, 허목은 파직되어 문외출송되었으며 나머지 일파는 옥사·사사·유배되었다. 이로써 남인은 큰 타격을 받고 실각하였다. 영의정에는 김수항이, 좌의정에는 정지화가, 우의정에는 민정중이 각각 임명되었고 이조판서에는 정재숭이, 호조판서에는 민유중이, 예조판서에는 홍처량이 임명되었고 병조판서에는 김석주가 계속 유임되었으며 형조판서에는 박신규가, 공조판서에는 이정영이 임명되면서 서인 내각이 완성되었다.

## 원인

노론의 초대 영수 송시열

1680년 3월 남인의 영수인 영의정 허적이 할아버지 허잠의 시호(諡號)를 맞이하는 잔칫날에 벌어진 이른바 유악사건이 그 발단이 되었다.
마침 이날 비가 내려 숙종은 유악을 허적의 집에 보내고자 하였으나, 이미 가져간 것을 알고 크게 노하여 패초(牌招, 나라에 급한 일이 있을 때 국왕이 신하를 불러들이는 데 사용하던 패)로 군권(軍權)의 책임자들을 불러 서인에게 군권을 넘기는 전격적인 인사조처를 단행하였다.
즉, 훈련대장직을 남인계의 유혁연(柳赫然)에서 서인계의 김만기(金萬基)로 바꾸고, 총융사에는 신여철(申汝哲), 수어사에는 김익훈 등 모두 서인을 임명하였다. 그러나 어영대장은 당시 김석주가 맡고 있었기 때문에 보직을 그대로 고수하게 되었다.
이와 같이 남인을 멀리하는 숙종의 태도가 확실하게 드러난 뒤, 정원로(鄭元老)의 고변으로 이른바 ‘삼복의 변(三福之變)’이 있게 되었다. 즉, 허적의 서자 허견이 인조의 손자이며 인평대군의 세 아들인 복창군(福昌君)·복선군(福善君)·복평군(福平君) 등과 함께 역모를 도모하였다는 것이다.
이들은 숙종이 초년에 자주 병을 앓는 것을 보고 왕위를 넘겨다보았고, 근자에는 그들에 의하여 도체찰사부(都體察使府) 소속 이천(伊川) 둔군(屯軍)의 특례적인 조련(操鍊)이 몇 차례나 있었다는 것이다. 도체찰사부 둔군에 관한 보고는 이 사건의 피해가 남인계 여러 인사에게 미치는 중요한 근거가 되었다.

## 같이 보기
- 환국
- 기사환국
- 갑술환국
- 허견의 옥사

## 참고 자료
- 《한권으로 읽는 매천야록》, 황현 저, 나중헌 역, 북랩(2012년)
- 《조선시대 당쟁사》,  이성무(학술기관단체인) 저, 아름다운날(2007년)
- 이 문서에는 다음커뮤니케이션(현 카카오)에서 GFDL 또는 CC-SA 라이선스로 배포한 글로벌 세계대백과사전의 "〈양반관료의 재분열〉" 항목을 기초로 작성된 글이 포함되어 있습니다.